# Heather Segal
Pour les articles homonymes, voir Segal.
Heather Mary Hope Segal, née Nicholls le 25 juillet 1931 et morte en 2006, est une joueuse de tennis sud-africaine, originaire des Bermudes.

## Carrière
Heather Segal et Kay Hubbell réalisent l'exploit d'attendre les demi-finales du tournoi du double dames du tournoi de Wimbledon 1954. Les joueuses s’inclinent face aux futures championnes du tournoi Louise Brough et Margaret Osborne sur le score de 6-1, 6-1. 
C'est aux Internationaux de France de tennis qu'Heather Segal atteint le plus haut niveau, accédant à deux reprises à la demi-finale: en 1955 où elle s'incline devant Angela Mortimer, et en 1958 devant Zsuzsa Körmöczy.